# Olibrus bimaculatus
Olibrus bimaculatus är en skalbaggsart som beskrevs av Küster 1848. Olibrus bimaculatus ingår i släktet Olibrus, och familjen sotsvampbaggar. Arten är reproducerande i Sverige.